# Squalidus iijimae
Squalidus iijimae är en fiskart som först beskrevs av Oshima, 1919.  Squalidus iijimae ingår i släktet Squalidus och familjen karpfiskar. Inga underarter finns listade i Catalogue of Life.